# Indonésia nos Jogos Olímpicos de Verão de 1996
Indonésia participou dos Jogos Olímpicos de Verão de 1996 em Atlanta, Estados Unidos.